# Anthanassa
Anthanassa es un género de mariposas de América del sur y del norte de la familia Nymphalidae. Algunos taxónomos lo consideran un subgénero de Phyciodes.

## Especies
En orden alfabético:
- Anthanassa acesas (Hewitson, 1864)
- Anthanassa annulata Higgins, 1981
- Anthanassa ardys (Hewitson, 1864)
- Anthanassa argentea (Godman & Salvin, [1882])
- Anthanassa atronia (Bates, 1866)
- Anthanassa crithona (Salvin, 1871)
- Anthanassa drusilla (C. & R. Felder, 1861)
- Anthanassa dracaena (C. & R. Felder, [1867])
- Anthanassa drymaea (Godman & Salvin, 1878)
- Anthanassa frisia (Poey, 1832)
  - Anthanassa frisia tulcis (H.W. Bates, 1864)
- Anthanassa nebulosa (Godman & Salvin, 1878)
- Anthanassa otanes (Hewitson, 1864)
- Anthanassa ptolyca (Bates, 1864) – black crescent
- Anthanassa sitalces (Godman & Salvin, [1882])
- Anthanassa sosis (Godman & Salvin, 1878)
- Anthanassa texana (Edwards, 1863)